# محمدرضا دیناروند
محمدرضا دیناروند (زادهٔ ۱۳ اردیبهشت ۱۳۸۱)  بازیکن فوتبال اهل ایران است که در پست دروازه‌بان برای باشگاه فوتبال خیبر خرم‌آباد در لیگ برتر خلیج فارس بازی میکند.